# Parafia Najświętszego Serca Pana Jezusa w Suchym Lesie
Parafia pw. Najświętszego Serca Pana Jezusa w Suchym Lesie – parafia rzymskokatolicka znajdująca się w archidiecezji poznańskiej w dekanacie Poznań-Piątkowo. Została utworzona w dniu 1 września 2014 roku decyzją księdza arcybiskupa Stanisława Gądeckiego z obszaru parafii pw. Ścięcia św. Jana Chrzciciela w Chojnicy-Morasku. Terytorialnie obejmuje wieś Suchy Las i 4 ulice w Poznaniu w dzielnicy Morasko. Proboszczem jest ks. kan. Andrzej Niwczyk.